# Поляков, Пётр Васильевич
Пётр Васильевич Поляков (род. 5 июня 1935, Пятигорск) — советский и российский учёный-металлург, педагог, доктор химических наук, профессор Института цветных металлов и материаловедения Сибирского федерального университета. Заслуженный металлург РСФСР (1984), член-корреспондент Российской академии технологических наук (с 1990 года). Директор научно-технологического центра «Лёгкие металлы».

## Биография
В 1957 году окончил Ленинградский политехнический институт (ЛПИ) по специальности инженер-металлург. После работы электролизником, мастером, инженером на Березниковском титано-магниевом комбинате (БТМК) и филиале Всесоюзного алюминиево-магниевого института поступил в аспирантуру ЛПИ.
Защитил кандидатскую диссертацию. В 1964 году П. Поляков был приглашён в Красноярский институт цветных металлов и золота, где работает и поныне. В 1981 году защитил докторскую диссертацию по теме «Массо- и теплоперенос при электролизе расплавленных солей».
С 1995 года является организатором ежегодной Международной конференции-выставки «Алюминий Сибири», а с 2009 года — конгресса «Цветные металлы Сибири» и редактором выпускаемых конференцией сборников докладов.
С 1999 года П. Поляков — директор НТЦ «Лёгкие металлы».
Под его руководством с 1998 года работают ежегодные Высшие российские алюминиевые курсы.

## Научная деятельность
Один из самых авторитетных экспертов России по алюминиевой промышленности.
П. В. Поляков — один из ведущих учёных в области металлургии, известный в России и за рубежом основополагающими работами в области теории и технологии получения лёгких металлов и высокотемпературной электрохимии.
Автор более 400 научных работ, в том числе более 100 изобретений и патентов.
Под его руководством выполнен систематический цикл исследований в области массо- и теплопереноса при высокотемпературном электролизе, в том числе по проблемам диффузионного и температурного пограничных слоёв на твёрдых электродах, с использованием оптических и электрохимических методов, массо- и теплопереноса у электродов, выделяющих газ (с исследованием особенностей двухфазных потоков), а также массопереноса у жидких электродов, где установлено несколько режимов самоорганизации и переноса.
Теоретические исследования учёного позволили предложить ряд решений по совершенствованию конструкций алюминиевых и магниевых электролизёров и ванн для рафинирования металлов.
Подготовил около 20 кандидатов и докторов наук.